# (10220) Pigott
(10220) Pigott (1997 UG7) – planetoida z pasa głównego asteroid okrążająca Słońce w ciągu 4,42 lat w średniej odległości 2,69 j.a. Odkryta 20 października 1997 roku.